# Bundesverband Musikindustrie
La Bundesverband Musikindustrie (BVMI) est une association qui défend les intérêts de l'industrie du disque en Allemagne. Elle représente plus de 150 labels et d'acteurs économiques liés à l'industrie musicale.
Bundesverband Musikindusrie est membre de la Fédération internationale de l'industrie phonographique (IFPI), basée à Londres, en Angleterre. L'IFPI regroupe les associations musicales de plus de 70 pays.

## Les certifications
| Certification | Avant le 24 septembre 1999 | Avant le 1er janvier 2003 | Après le 1er janvier 2003 |
| ------------- | -------------------------- | ------------------------- | ------------------------- |
| Or            | 250 000                    | 150 000                   | 100 000                   |
| Platine       | 500 000                    | 300 000                   | 200 000                   |

| Certification | Avant le 1er janvier 2003 | Après le 1er janvier 2003 |
| ------------- | ------------------------- | ------------------------- |
| Or            | 250 000                   | 150 000                   |
| Platine       | 500 000                   | 300 000                   |

| Certification | Since January 2002 |
| ------------- | ------------------ |
| Or            | 25 000             |
| Platine       | 50 000             |

| Certification | Since January 1992 |
| ------------- | ------------------ |
| Or            | 10 000             |
| Platine       | 20 000             |